# Jaagsiekte

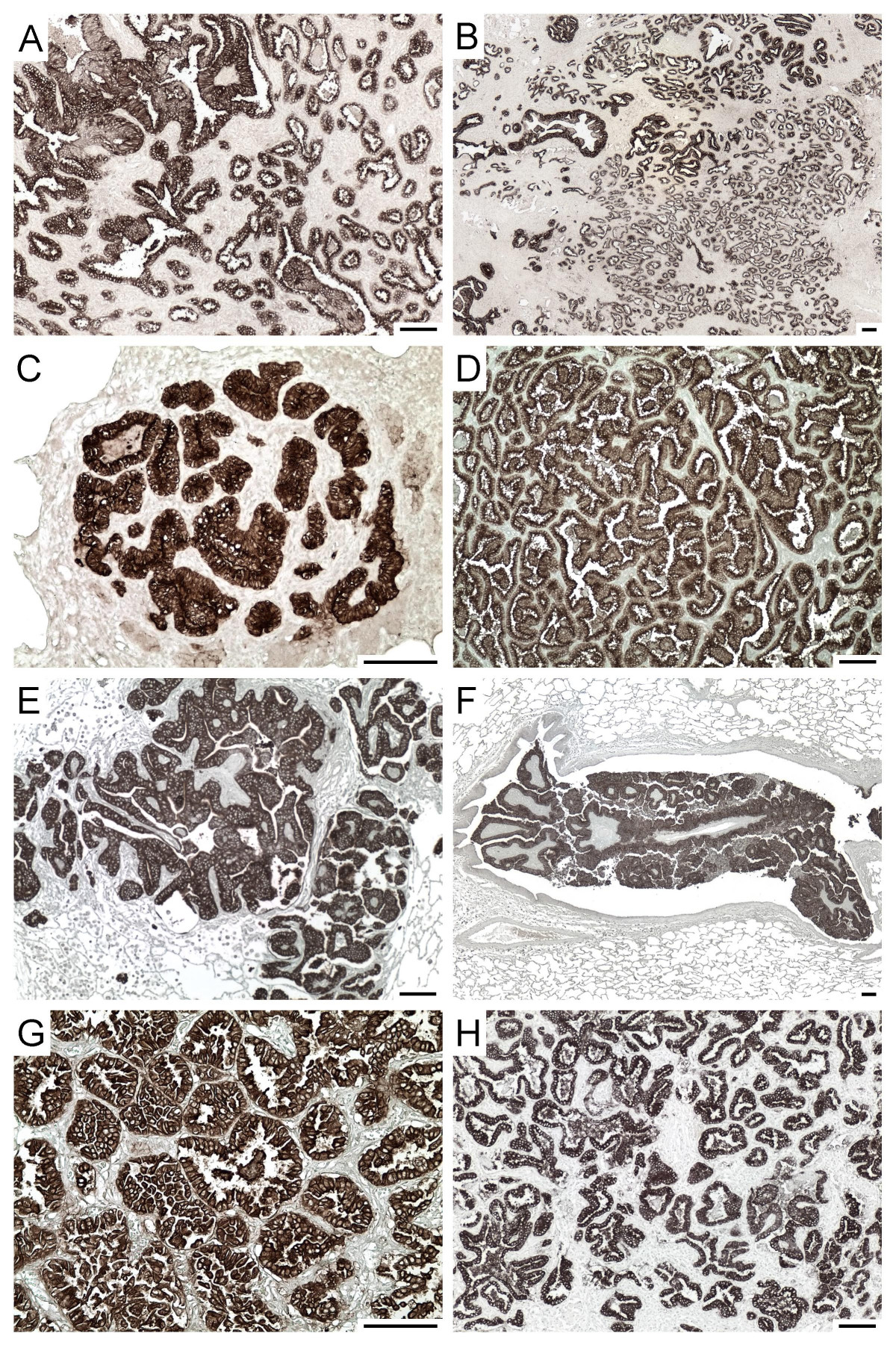
Tinción de los tumores de un pulmón ovino infectado por el virus jaagsiekte.

El jaagsiekte (yaag Zeek TE) es una enfermedad crónica y contagiosa de los pulmones en el ganado ovino y caprino descrita por primera vez en 1865. Su nombre deriva del afrikáans y significa "Chasing enfermedad" de tal manera que los animales afectados por la enfermedad sufren de dificultad respiratoria como si fueran el aliento de ser perseguido. Es también conocida como adenocarcinoma pulmonar ovino (OPA). Durante las fases finales, los animales exudan un líquido blanco lechoso de la nariz que se cree que es el modo de transmisión entre los animales.
La enfermedad es causada por un retrovirus llamado el retrovirus ovino Jaagsiekte (JSRV) que transforma profundamente el epitelio pulmonar en células cancerosas. Los tumores que se forman presentan hiperactividad de las funciones de secreción que son un sello distintivo de la OPA.
La OPA es una enfermedad infecciosa de las ovejas y recientemente se ha utilizado como un modelo animal para el cáncer de pulmón. Es común en el Reino Unido y en Sudáfrica. 
La enfermedad tiene un largo período de incubación y no se ve hasta que las ovejas llegan, al menos, a los 2 años de edad. Los síntomas clínicos incluyen pérdida de peso, pérdida de apetito y dificultad respiratoria. El líquido se acumula en el tracto respiratorio y en última instancia, la enfermedad causa la muerte. 
Los antígenos de retrovirales JSRV son muy elevados en la OPA y los tumores pueden ser detectados en las secreciones de los pulmones de ovejas infectadas. Una evaluación muy común para Jaagsiekte es la «prueba de la carretilla»: cuando se elevan las patas traseras del animal por encima de la cabeza, se observa un flujo exudado en la nariz y la boca. Este líquido contiene JSRV infecciosas. Se cree que los animales infectados secretan el virus antes de mostrar síntomas clínicos y, por tanto, es un virus de fácil propagación en los rebaños. La enfermedad es histológicamente similar a un carcinoma bronquioloalveolar humano, que representa aproximadamente el 25% de todos los diagnosticados de cáncer de pulmón humano.
- Datos: Q695812